# Chris Dickerson
Chris Dickerson (født 25. august 1939 i New York City, død 23. december 2021) var en amerikansk bodybuilder.
- 1967: Mr. California
- 1968: Mr. USA
- 1970: Mr. America
- 1973: Amatør Mr. Universe
- 1974: Professionel Mr. America
- 1974: Professionel Mr. Universe
- 1982: Mr. Olympia

Under sin usædvanlig lange karriere som professionel bodybuilder gik Chris Dickerson ikke af vejen for af og til at smide de sidste klude og posere fuldstændig nøgen for fotografen.
Chris Dickerson fungerede som ceremonimester ved bodybuilder-konkurrencen ved Gay Games III i Vancouver i 1990.